# Гор (планета)

Схема розміщення Гора в Сонячній системі

Гор (англ. Gor) або Протиземля — вигадана письменником Джоном Норманом планета, де відбуваються події більшості його книг. «Гореанський цикл» Джона Нормана є переплетенням наукової фантастики, фентезі та еротичної літератури, що відображається у світі Гора. Описані Норманом звичаї, культура та ідейне наповнення породили сучасну субкультуру гореанців (англ. Goreans).

## Загальний опис
Планета Гор перебуває на тій же орбіті, що і Земля, але з іншого боку, тому завжди схована від землян Сонцем. Джон Норман зобразив Гор населеним нащадками різних земних культур — Стародавнього Риму, Стародавньої Греції, індіанців, вікінгів та багатьох інших, переселених туди цивілізацією Царюючих Жерців. Гореанці досягненнями медицини перевершують землян, наприклад, живуть по кілька сотень років, зберігаючи молодість, але Жерці забороняють їм розвивати зброю та пов'язані технології. Через це поряд з досить складними механізмами використовуються мечі, їздові тварини.
Саме слово «Гор» рідною мовою міст-держав півночі означає Домашній Камінь — символ-реліквію міста (або окремого роду).

## Природні умови

Карта відомої частини Гора

Планета Гор має слабшу за земну силу тяжіння, що дозволяє існувати величезним птахам і будувати міста з високих башт, які неможливі на Землі. Навколо планети обертаються три природні супутники. Відома географія Гора складається переважно з західного узбережжя континенту, яке пролягає від Арктичної Півночі на південь екватора з Океаном Тасса на заході, і гірським ланцюгом Волта, який формує східний кордон у багатьох широтах. Так само існують острови, розташовані в океані далеко від берега і кілька рівнин на сході від Волта.

## Населення
Найрозвиненішою і правлячою цивілізацією Гора є Царюючі Жерці, інакше Жерці-Царі (англ. Priest-Kings), подібні на велетенських комах. Коли вони стоять вертикально, їхній зріст становить до п'яти з половиною метрів. Для спілкування з людьми Жерці винайшли спеціальні пристрої, які вміють переводити запахові сигнали в слова. Царюючі Жерці називають своє суспільство Роєм, яким править Мати і П'ятеро першонароджених. Ці істоти не втручаються в справи людей, крім того, що стосується розвитку технологій і захисту від зовнішніх ворогів. Виявивши порушника, Жерці здатні знищити його на відстані.
Царюючі Жерці також захищають Гор і Землю від своїх ворогів — Курій — агресивних істот, що знищили власну планету в ході воєн. Курії прибули в Сонячну систему на так званих Сталевих світах, багато з яких впали на Гор. Царюючі Жерці дозволили вижилим жити на планеті, але не користуючись зброєю, внаслідок чого більшість таких Курій здичавіли.
Люди на Горі живуть багато сотень років, зберігаючи молодість завдяки спеціальним лікам. Людське суспільство поділяється на касти, такі як воїни, писарі, будівельники, лікарі, селяни, ремісники та ряд інших. При цьому можливий перехід з касти в касту, хоч і практикується родове заняття однією справою. Поза кастами знаходяться вигнанці, пірати і повсталі раби. Рабство є звичайним для всіх культур Гора і передбачає повне володіння однієї людини іншою, проте регулюється законом і раби визначаються як значна цінність. Норман в своїх творах особливо акцентував увагу на жіночому рабстві, оскільки філософія Гора говорить, що чоловіки за своєю природою домінують. Однак це не означає, що жінка не може бути рівною чоловікові, наприклад, правити або брати участь в битвах. Самозахист вільних жінок від потенційних работорговців схвалюється.

## Критика
Романи Гореанського циклу часто зазнавали критики за зосередження на взаєминах між домінуючими чоловіками і покірними жінками, нерідко у формі хазяїн-рабиня. За «Енциклопедією фентезі» (The Encyclopedia of Fantasy. 1997) «пізні видання виродилися у вкрай сексистське, садомазохістичне порно з ритуальним приниженням жінок, і в підсумку викликали широке обурення».
Письменник Майкл Муркок висловився, що Гореанські романи мають стояти на верхніх полицях книгарень, де їх ніхто не дістане, сказавши: «Я не за цензуру, але я за стратегії, щоб маргіналізувати подібні речі, які полягають в об'єктизації жінок, і стверджують, що їм подобається бути побитими».
Анджей Сапковський різко відгукувався про творчість Джона Норманна: «Від його циклу „Гор“ несе жахливими й постійними комплексами та проблемами, з якими автор повинен негайно бігти до сексолога, перш ніж вони не перейдуть в маніакальний стан […] Клінічний випадок вагінальних фобій, посилений комплексом невдахи, котрий боїться підійти до жінки, якщо в неї не зв'язані руки, і вона може рішуче протистояти всім наполяганням».

## Адаптації
Окрім книг Джона Нормана світ планети Гор втілився в фільмах «Гор» (1988) і «Вигнанець Гора» (1989) та згадувався в комедійному телесеріалі «Mystery Science Theater 3000».
Неофіційною адаптацією є аніме «Fencer of Minerva» (1994).
За мотивами романів організована багатокористувацька рольова онлайн-гра Second Life: Gorean Roleplay.